# 11-та зенітна ракетна бригада (Україна)
11-та зенітна ракетна Шепетівська бригада (11 ЗРБр, в/ч А3730) — формування зенітних ракетних військ Повітряних сил Збройних сил України. Формування базується в Шепетівці.

## Історія
В 1992 році 138-ма зенітна ракетна бригада 8-ї танкової армії Прикарпатського військового округу склала військову присягу на вірність українському народові.
У червні 1996 року бригада передана із Сухопутніх військ до складу 28-го корпусу військ протиповітряної оборони України.
У 2000-х роках була скорочена до полку, який отримав назву 11-й зенітний ракетний полк.
15 червня 2022 року полк відзначений почесною відзнакою «За мужність та відвагу».
Станом на 2025 рік полк було переформатовано у бригаду.

## Структура
Станом на 2011 рік:
- 771-й окремий зенітний ракетний дивізіон (ЗРК «Бук-М1») (в/ч А2072);
- 1003-й окремий зенітний ракетний дивізіон (ЗРК «Бук-М1») (в/ч А1861);
- 1084-й окремий зенітний ракетний дивізіон (ЗРК «Бук-М1») (в/ч А2435).

## Озброєння
На озброєнні полку перебувають зенітно-ракетні комплекси Бук-М1.

## Втрати
У боях війни на сході України загинуло дев’ятеро військовослужбовців частини:
- 30 грудня 2014 року загинув старшина Валентин Драчук.
- 23 березня 2015 року загинув солдат Юрій Савіцький.
- 9 січня 2017 року загинув молодший сержант Ус Сергій Володимирович[6].
- 1 грудня 2017 року загинув солдат Горний Олександр Юрійович[7].
- 24 березня 2022 року загинули:
  - старший лейтенант, Герой України (2022, посмертно) Артем Олександрович Слісарчук[8];
  - старший сержант Кукуєв Юрій Володимирович;
  - старший сержант Луценко Володимир Сергійович;
  - солдат Демків Богдан Володимирович;
- 29 листопада 2022 року загинув старший сержант Конончук Сергій Васильович.
- 21 жовтня 2023; сержант Мурастий Дмитро Сергійович